# NGC 7794
NGC 7794 ist eine Spiralgalaxie vom Hubble-Typ Sbc im Sternbild Pegasus am Nordsternhimmel. Sie ist schätzungsweise 242 Millionen Lichtjahre von der Milchstraße entfernt und hat einen Durchmesser von etwa 90.000 Lichtjahren.
Die Typ-II-Supernova SN 1995ai wurde hier beobachtet.
Das Objekt wurde am 23. November 1785 von Wilhelm Herschel entdeckt.